# Jakub Redel

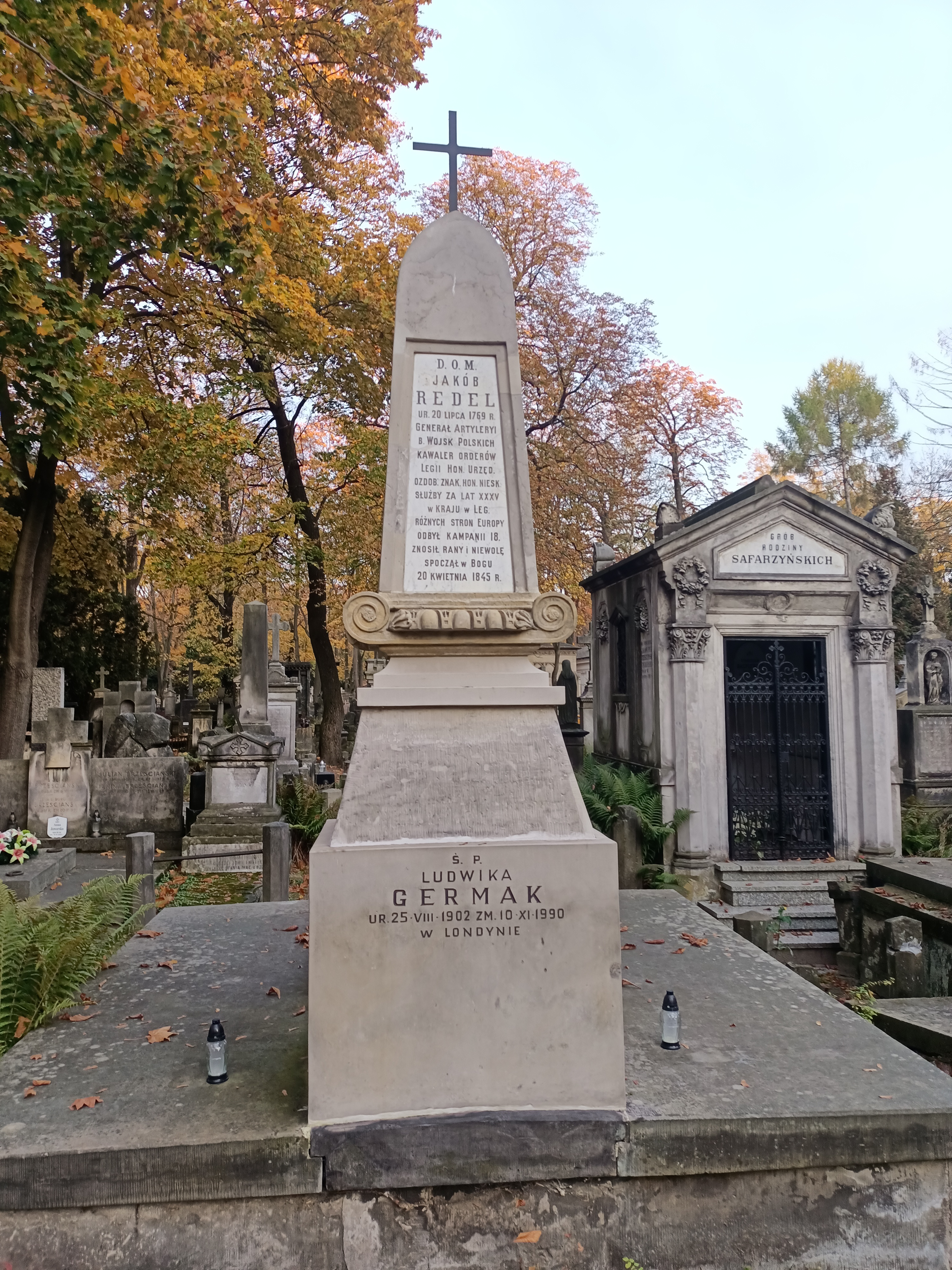
Grób Jakuba Redla na cmentarzu Powązkowskim

Jakub Antoni Redel (ur. 20 lipca 1769 w Warszawie, zm. 20 kwietnia 1845 tamże) – artylerzysta Wojsk Koronnych i Litewskich I Rzeczypospolitej, oficer wojsk napoleońskich i Księstwa Warszawskiego, Szef Wydziału Artylerii i Inżynierów Ministerstwa Wojny w 1811 roku, generał brygady wojsk Królestwa Kongresowego.

## Zarys biografii
Redel pochodził z niemieckiej, katolickiej rodziny z Warmii, która przeniosła się do Warszawy w 1. poł. XVIII wieku. Pierwsze nauki pobierał u stołecznych ojców jezuitów. Mając lat 19 zaciągnął się do artylerii koronnej w stopniu kanoniera, a w wieku lat 23 został chorążym w artylerii litewskiej. W czasie wojny polsko-rosyjskiej roku 1792 brał udział już jako porucznik w bitwie pod Niemenczynem. Został kontuzjowany i wzięty do niewoli, w której trzymano go 3 lata. Po powrocie do Warszawy w roku 1796 zbiegł spod władzy pruskiej do Włoch, gdzie zaciągnął się w stopniu kapitana do artylerii konnej w armii gen. Massény stacjonującej w twierdzy Mantua, gdzie odznaczył się podczas oblężenia.
W późniejszych latach Redel był adiutantem marsz. Massény. Po powstaniu Księstwa Warszawskiego został pułkownikiem artylerii konnej, zaś w czasie wojny roku 1813 pełnił funkcję dowódcy artylerii 8. korpusu wojsk polskich. W czasie tej wojny został odznaczony orderem Virtuti Militari. Ciężko ranny w głowę, był świadkiem śmierci księcia Józefa. Po utworzeniu Królestwa Kongresowego otrzymał w roku 1816 awans na generała brygady i funkcję dowódcy artylerii pieszej. W powstaniu listopadowym nie wziął udziału.
Pochowano go na warszawskich Powązkach (kwatera 24-5-16). Trudno dziś czytelny napis na nagrobku głosi (cytat według Szenica, zob. niżej): D.O.M. Jakób Redel ur. 20 lipca 1769 r., od r. 1788 kanonijer, od r. 1816 generał, dowódca artylerii pieszej b.woj.pol., orderów Św. Stanisława I klassy, Ś. Anny II klas. z brylantami, krzyża wojskowego polskiego i neapol. Ob. Sycylii i Legii Honor. kawaler, urzędnik ozdobiony znakiem honor. nieskazitelnej służby za lat XXXV. W kraju, w legionach i w różnych stronach Europy odbył kampanij 18, znosił rany i niewolę. Spoczął w Bogu dnia 20 kwietnia 1845 roku.
Jakub Redel od 1810 był żonaty z Karoliną z Dąbrowskich (1784-1864) i miał syna Władysława (1812-1877). Był bratem Zuzanny Wilczyńskiej.

## Działalność masońska
Był kandydatem na urząd w Wielkim Wschodzie Narodowym Polski, Namiestnikiem i Mistrzem Katedry w loży wolnomularskiej Świątynia Izis w 1811/1812 roku.

## Odznaczenia
- Krzyż Kawalerski Orderu Virtuti Militari (1 stycznia 1808)
- Krzyż Kawalerski Orderu Legii Honorowej (22 sierpnia 1809)
- Krzyż Kawalerski Orderu Obojga Sycylii[4] (23 października 1813)
- Krzyż Oficerski Orderu Legii Honorowej (28 października 1813)
- Order Świętej Anny  II. kl. z brylantami (17 października 1816)
- Order Świętego Stanisława III kl. (17 października 1819)
- Order Świętego Stanisława II kl. (5 października 1823)
- Order Świętego Stanisława I kl.[5] (24 maja 1829)
- Znak Honorowy za 35 lat nieskazitelnej służby (1830)

## Relacja Jakuba Redla o śmierci ks. Józefa Poniatowskiego
„Książę otoczony kilkunastu wojskowymi, pomiędzy którymi i ja byłem, szukał dogodnego miejsca do przeprawy. Długo krążyliśmy nad brzegiem, nareszcie w ogrodzie przez który ta rzeka płynie, trafiliśmy na miejsce, które się zdawało dobrém; a czasu tracić już nie można było, bo dochodziły nas krzyki zbliżających się nieprzyjaciół. Wskoczył książę w rzekę, i już się więcéj nie pokazał...! Podobno w tym skoku, popręg pękł, koń się przewrócił, i zgniótł jeźdzca. Widząc tak okropny koniec tego wojownika, dałem koniowi ostrogę, by stracić z oczu widok tego miejsca”.